# Rizzoli & Isles (seizoen 5)
Dit artikel vat het vijfde seizoen van Rizzoli & Isles samen. Dit seizoen liep van 17 juni 2014 tot en met 17 maart 2015 en bevatte achttien afleveringen.

## Rolverdeling

### Hoofdrollen
- Angie Harmon - Jane Rizzoli
- Sasha Alexander - Maura Isles
- Lorraine Bracco - Angela Rizzoli
- Jordan Bridges - Frankie Rizzoli jr.
- Bruce McGill - Vincent Korsak

### Terugkerende rollen
- Tina Huang - Susie Chang
- Enver Gjokaj - Jack Armstrong
- Idara Victor - Nina Holiday
- Jaz Sinclair - Tasha Williams

## Afleveringen
| Nr. | Aflevering | Titel                       | Regisseur        | Schrijver(s)                   | Selectie gastrollen | Uitzenddatum     |  |
| --- | ---------- | --------------------------- | ---------------- | ------------------------------ | --- | ---------------- |  |
| 57 | 1          | A New Day                   | Michael Katleman | Michael Sardo                  | Jordan Belfi - Ray Murphy Joy Darash - Susan Murphy Erin Chambers - Caitlin MacCarthy David Kaufman - Dave Robbins Kandis Erickson - Julia                                                       | 17 juni 2014     |  |
| Wanneer een vrouw in het park wordt doodgestoken, gaan Jane en Maura op onderzoek uit. Het onderzoek bij het lichaam wordt ineens intenser als er een lege babywagen wordt gevonden. Als eerste wordt de ex-man van het slachtoffer ondervraagd, hij beweert dat hij met zijn nieuwe vriendin in de file stonde ten tijde van de moord. Maar dankzij camerabeelden ontdekt het team dat de nieuwe vriendin niet in de auto zat van de ex-man. Nu zij betrapt zijn verklaart de ex-man dat zij de baby naar een kerk heeft gebracht. Het blijkt dat de nieuwe vrienden de vrouw heeft vermoord, dit omdat zij boos was dat zij de voogdij over de baby met haar ex-man niet wilde delen. Ondertussen krijgt het team een verbijsterend bericht, hun collega Barry was betrokken bij een auto-ongeluk waarbij hij kwam te overlijden. Frankie en Maura hebben samen gekust, maar zij beslissen dat het hierbij moet blijven omdat zij voelen dat zij bijna familie zijn. Jane probeert haar zwangerschap te verbergen voor haar nieuwsgierige moeder Angela, maar het moederinstinct van Angela merkt dat er iets aan de hand is met Jane. |            |                             |                  |                                | |                  |  |
| 58 | 2          | ...Goodbye                  | Steve Robin      | Jan Nash                       | Brian Goodman - Sean Cavanaugh Jenn Proske - Lily Green Barbara Eve Harris - Camille Frost Ernie Hudson - admiraal Frost Mercedes Colon - Robin Jackson                                          | 24 juni 2014     |  |
| Wanneer een getraumatiseerde vrouw, met bloed doordrenkte kleding, het politiebureau met een pistool binnenloopt, vertelt zij aan de aanwezige politieagenten dat zij waarschijnlijk iemand vermoord heeft. Aangezien zij niets meer kan herinneren wacht nu het team de zware taak om te achterhalen wie zij is en wat er gebeurd is. Ondertussen rouwt het team over het verlies van hun collega Barry, tevens moeten zij regelingen treffen voor zijn begrafenis. |            |                             |                  |                                | |                  |  |
| 59 | 3          | Too Good to Be True         | Mark Haber       | Ken Hanes                      | Colin Egglesfield - Tommy Rizzoli Alex Weed - Ralph Comstock Max E. Williams - Steve Tiffany Jeneen - Barista Teigen Fraker - Carl Ulrich                                                        | 1 juli 2014      |  |
| Wanneer een man vermoord wordt gevonden gaan Jane en Maura op onderzoek uit. Zij ontdekken dat het slachtoffer gereageerd had op een advertentie voor werk op een boerderij. Het slachtoffer leidde een eenzaam bestaan en was daarom een perfect doelwit voor de moordenaar. De moordenaar wordt ontmaskerd, het betreft een zoon van een boer die recentelijk failliet is gegaan. Bij de arrestatie van de dader komt Jane in een vuurgevecht terecht, dit zet haar leven en het leven van het ongeboren kind in gevaar. Ondertussen bekent zij aan haar moeder Angela dat zij zwanger is, wat Angela al wist. Tevens accepteert Jane de hulp van Maura voor haar zwangerschap, hier krijgt zij al snel spijt van als Maura nu constant goedbedoelde adviezen geeft. |            |                             |                  |                                | |                  |  |
| 60 | 4          | Doomsday                    | Kevin Dowling    | Katie Wech                     | Todd Giebenhain - Noah Forsythe Teresa Huang - Cathy Whitehall Mike Beaver - Scott Heins Michael Dempsey - Bob McGrass Hayes Hargrove - Peter Baldwin                                            | 8 juli 2014      |  |
| Wanneer een man dood in zijn atoomschuilkelder wordt gevonden gaan Jane en Maura op onderzoek uit. Op het eerste gezicht lijkt hij gestorven te zijn aan halomethaan vergiftiging, Maura ontdekt dan dat hij gestorven is door gas wat in de schuilkelder is gepompt. Het team onderzoekt nu waarom het slachtoffer de schuilkelder aangeschaft heeft, en waarom hij de schuilkelder niet heeft kunnen verlaten toen het gas ingespoten werd. Ondertussen is Jane afgeleid als zij denkt dat Vincent met pensioen gaat. Angela vraagt aan Jane of zij weet waar Frankie zo geheimzinnig over doet. |            |                             |                  |                                | |                  |  |
| 61 | 5          | The Best Laid Plans         | Christine Moore  | Alicia Kirk                    | Ivar Brogger - dokter Franklin Killian - Kalter Rothsburgher Ann Hearn - Chelsea Rothsburgher J.D. Walsh - Larry Rothsburgher Angela Bullock - Polly Scott Eric Martsolf - Brad Oskoff           | 15 juli 2014     |  |
| Wanneer een rijke maar terminale vrouw vermoord wordt net voordat zij zelfmoord wil plegen, gaan Jane en Maura op onderzoek uit. Het team onderzoekt dan de familie en het personeel van het slachtoffer, zowel van nu als in het verleden. Het blijkt dat de dader gehandeld heeft uit onvrede dat hij als bastaardkind van de familie niet erkend werd. Ondertussen heeft Maura een uitnodiging aangenomen om les te geven op college waar zij gecharmeerd raakt van een professor. Angela wil zich steeds meer met het leven van Jane bemoeien, Jane wil dit echter zoveel mogelijk tegenhouden. De leegte die Barry heeft achtergelaten dwingt het team van het nemen van een moeilijke beslissing. |            |                             |                  |                                | |                  |  |
| 62 | 6          | Knockout                    | Paul Holahan     | Russell J. Grant Michael Sardo | David Goldman - Alan Barnett Stephanie Czajkowski - Judith Barnett Arturo del Puerto - Luis Benitez Angelo Vacco - Mickey Rizzo August Roads - Bobby Symansky                                    | 22 juli 2014     |  |
| Wanneer Judith Barnett vermoord in haar huis wordt gevonden gaat Jane op onderzoek uit, Maura is afwezig door een conferentie. Jane wordt nu geholpen door medisch onderzoekster Susie. Judith werd vermoord door messteken, het mes wordt vlakbij teruggevonden. Het blijkt dat haar echtgenoot bang was om haar kwijt te raken nu zij veel gewicht was kwijtgeraakt en beeldschoon was geworden. Zo was de klusjesman van de familie, Luis Benitez, zeer gecharmeerd van haar geworden. Nu is het aan het team om achter de identiteit van de dader te komen. Vincent krijgt bezoek van de zoon van een oude muziekvriend, hij vraagt Vincent of hij samen met hem wil optreden ter ere van hun overleden vader en vriend. |            |                             |                  |                                | |                  |  |
| 63 | 7          | Boston Keltic               | Kate Woods       | Blair Singer                   | Brian Goodman - Sean Cavanaugh Brendan Michael Coughlin - Ricky Kelly Billy Smith - pastoor Cowens Nick Toren - professor McTavish Kim Thomson - Jillian John Doman - Patrick 'Paddy' Doyle      | 29 juli 2014     |  |
| Wanneer een verkoper van zeldzame boeken onder verdachte omstandigheden dood wordt gevonden, gaan Jane en Maura op onderzoek uit. Een van de verdachten heeft connecties met Paddy Doyle, als Jane Paddy wil ondervragen eist hij eerst een ontmoeting met zijn dochter Maura. Maura wil wel een ontmoeting met hem en hoort dan dat hij overgeplaatst wordt naar een zwaar beveiligde gevangenis in Californië. Het onderzoek in de moordzaak brengt hen dan verder in de wereld van Keltische talen en in code geschreven bekentenissen. Ondertussen besluit Angela haar leven te veranderen, dit houdt onder anderen in dat zij de relatie met Cavanaugh verbreekt en haar baan in het café opzegt. |            |                             |                  |                                | |                  |  |
| 64 | 8          | Lost & Found                | Randy Zisk       | Jan Nash Michael Sardo         | Nicole Paggi - Sydney Allen Brian Elerding - mr. Harper Bertila Damas - Marianne Jimmy Smagula - Jiimmy Dustin Fasching - huurmoordenaar                                                         | 5 augustus 2014  |  |
| Wanneer een vrouw buiten bij een club wordt vermoord door een huurmoordenaar, met een pistool met een geluidsdemper, gaan Jane en Maura op onderzoek uit. Als eerste verdenken zij de echtgenoot van het slachtoffer die in een hotel verblijft, daar aangekomen ontdekken zij dat hij door dezelfde dader is vermoord. Het team ontdekt dan dat een jong meisje getuige was van de eerste moord, als zij op haar zoek gaan beseffen zij dat de moordenaar ook op zoek is naar haar. Jane moet haar leven riskeren om de getuige te beschermen, haar collega’s zijn net op tijd om de moordenaar uit te schakelen. Ondertussen krijgt het team versterking na het wegvallen van Barry, het betreft analiste Nina Holiday. |            |                             |                  |                                | |                  |  |
| 65 | 9          | It Takes a Village          | Michael Katleman | Ken Hanes Jan Nash             | Merrin Dungey - Gwen Miller John M. Jackson - Howard Ames Tyson Turrou - Joe Martin Lisa Kaminir - Cathy Graff Jeff Witzke - Bill Hamilton Kirk Zipfel - gastacteur                              | 12 augustus 2014 |  |
| Wanneer een vrouw dood en gemummificeerd wordt gevonden in de wijnkelder van haar huis gaat het team op onderzoek uit. Jane ligt in het ziekenhuis waar zij herstelt van haar verwondingen die zij bij de laatste zaak opliep. Jane kan het echter toch niet laten, en werkt achter de schermen mee aan de zaak. Samen proberen zij erachter te komen waarom niemand haar gemist heeft, aangezien zij maanden geleden is overleden. Ondertussen krijgt Jane te horen dat zij haar ongeboren baby heeft verloren, en zij maakt zich zorgen over Tasha die te horen heeft gekregen dat zij in een groepshuis wordt geplaatst. |            |                             |                  |                                | |                  |  |
| 66 | 10         | Phoenix Rising              | Mark Haber       | Russell J. Grant Alicia Kirk   | Michael McGrady - Rick Sullivan Jonathan Patrick Moore - Jason Sullivan Sal Landi - Salvador 'Sal' Briglio Alexa Fischer - Pam Matt Corboy - Reggie                                              | 19 augustus 2014 |  |
| Vincent gaat op bezoek bij een oude vriend die nu een gevangenisstraf uitzit voor brandstichting van vijftien jaar geleden waarbij zijn vrouw en kind omkwam. Hij vertelt Vincent dat hij stervende is, en smeekt hem de brandstichting opnieuw te bekijken omdat hij beweert onschuldig te zijn. Vincent belooft hem ernaar te kijken en neemt het dossier over deze zaak mee naar Maura, Jane is daar ook aan het herstellen en kan het niet laten om ook naar het dossier te kijken. Dankzij de hulp van Jane kan Vincent de zaak oplossen, en ontdekt dat zijn oude vriend inderdaad onschuldig is. Ondertussen bekent Angela aan Jane dat zij een brief heeft achtergehouden waarin staat dat zij weer mag gaan werken. |            |                             |                  |                                | |                  |  |
| 67 | 11         | If You Can't Stand the Heat | Steve Clancy     | Diana Mendez Sam Lembeck       | Joseph Lee - Eric Chen François Chau - Harold Chen Michelle Ang - Lucy Chen Samantha Sloyan - Alex Ruebens Marcello Thedford - vriend van Richard Stephen Bralver - Billy Skolnick               | 26 augustus 2014 |  |
| Wanneer iemand klaagt over een lekkage vindt de huurbaas het dode lichaam van Richard Nelson in een badkuip. Op het eerste gezicht denken Jane en Maura dat Richard daar gestorven is nadat hij verkoeling zocht voor de hittegolf. Maura voert een autopsie uit op Richard en ontdekt dat het slachtoffer is overleden door wurging. Het onderzoek wijst uit dat hij een miljonair was, Richard heeft tegen iedereen vertelt dat hij dit geld gevonden heeft tijdens het joggen. Verder onderzoek wijst uit dat hij betrokken was bij een ontvoering. Het blijkt dat zijn mededader in de ontvoering Richard heeft vermoord zodat hij het hele losgeldbedrag voor zijn eigen kon houden. Ondertussen drinkt Angela veel thee tegen de warmte, alleen wordt zij van deze speciale thee zeer hitsig. Vincent is druk bezig om de eigenaar te vinden van een achtergelaten hond, ondertussen begint hij gehecht te raken aan de hond. |            |                             |                  |                                | |                  |  |
| 68 | 12         | Burden of Proof             | Norman Buckley   | Katie Wech                     | Jamie Bamber - Paul Wescourt Karis Campbell - Carol Wescourt Meagan Holder - Mallory Kyla Kenedy - Charlotte John Bobek - Jimmy McGuinness Maitlyn Pezzo - Allie Armstrong                       | 2 september 2014 |  |
| Wanneer een vrouw vermoord in haar appartement wordt gevonden, gaan Jane en Maura op onderzoek uit. Het blijkt dat zij een affaire had met de getrouwde aanklager Paul Wescourt, en wordt hij een van de belangrijkste verdachte. Paul bezweert dat hij nooit in haar appartement is geweest, maar als daar vingerafdrukken van hem worden gevonden wordt zijn verklaring toch in twijfel getrokken. Hij blijft echter bij zijn verklaring en beweert dat hij erin wordt geluisd, ondanks dit wordt hij toch gearresteerd. Jane denkt echter dat Paul toch de waarheid spreekt, en gaat op onderzoek uit hoe die vingerafdruk in het appartement gekomen kan zijn. Jane vindt dan bewijs dat de vingerafdruk daar toch door iemand anders geplaatst is. Paul is dan geen verdachte meer maar door het hele gebeuren kan hij de situatie niet meer aan, hij wil hierdoor zelfmoord plegen door vanaf een brug te springen. Jane wil hem echter redden door op hem in te praten, net als hij besluit om mee te gaan glijdt hij uit en valt van de brug in het water. Jane ziet dit gebeuren en besluit achter hem aan te springen om hem te redden. Ondertussen gaat Maura de twaalfjarige dochter van haar vriend ontmoeten. Angela besluit dat zij Maura gaat leren hoe zij met een tiener om moet gaan. |            |                             |                  |                                | |                  |  |
| 69 | 13         | Bridge to Tomorrow          | Ed Ornelas       | Ken Hanes                      | Jamie Bamber - Paul Wescourt Karis Campbell - Carol Westcourt Chris Conner - Mark Talbot Daniel Brunnemer Hall - Barry Martin Lena Georgas - Sarah Daniels                                       | 17 februari 2015 |  |
| Het lukt Jane om Paul Wescourt, de aanklager, te redden nadat hij van een brug in het water was gevallen. Nu het bekend is dat Paul erin geluisd werd voor de moord op zijn vriendin, moet het team nu hun zoektocht richten op de werkelijke dader. Hun zoektocht brengt hen naar een gevangene die contact had met de dader, het betreft een vrouw die Paul wilde inluizen. Via de naam die zij krijgen van het bezoekerslijst kunnen zij een verdachte oppakken. De vrouw wordt gearresteerd en naar het politiebureau binnengebracht, maar zij zit in een rolstoel en wordt dan al snel vrijgesproken. De vrouw vertelt hen wel dat pas haar rijbewijs is gestolen, dit werpt weer een nieuw licht op de zaak. Het team ontdekt dat de vrouw van Paul in contact is geweest met deze vrouw en haar rijbewijs heeft gestolen, nu denken zij dat zijn vrouw op de hoogte was van de affaire en zijn vriendin wilde vermoorden. Paul zoekt, met een zender op zijn lichaam, zijn vrouw op waar zij bekent de moord gepleegd te hebben. Met haar bekentenis kunnen zij haar oppakken. Ondertussen vraagt Angela aan Frankie hulp voor haar sollicitatiegesprek. Vincent besluit voor zichzelf een café te kopen als een cadeau voor zijn aanstaande pensioen. Idara vertelt aan Maura waarom zij in Boston is komen werken, haar vriend werd in Chicago vermoord door een bende. Hierdoor wilde zij daar weg en besloot een baan aan te nemen in Boston. |            |                             |                  |                                | |                  |  |
| 70 | 14         | Foot Loose                  | Christine Moore  | Michael Sardo                  | Marc Aden Gray - Bob Burke Leland Crooke - Russ Pfeiffer Nathan Edmondson - Chip Brent Bailey - Tony Jim Grollman - Jim O'Connell Carrie Armstrong - Pat O'Connell                               | 24 februari 2015 |  |
| Wanneer er een voet wordt gevonden gaan Jane en Maura ervan uit dat deze voet afkomstig is van een dood lichaam. Nadat er meerdere lichaamsdelen worden gevonden gaan zij ervan uit dat zij met een moord te maken hebben. Na een intensief onderzoek lukt het hen om de moordenaar te identificeren en te arresteren. Ondertussen lukt het Angela niet om een geschikte baan te vinden, als zij haar hart lucht bij Vincent biedt hij haar een baan aan in zijn café. |            |                             |                  |                                | |                  |  |
| 71 | 15         | Gumshoe                     | Greg Prange      | Ron McGee                      | Christopher Titus - Jerry Jankowski Stoney Westmoreland - Stanton Ward T.V. Carpio - Zoe Blyer Kevin Foster - Dylan Blyer Julie McNiven - Renee Levinson                                         | 3 maart 2015     |  |
| Wanneer de eigenaar van Namaki Clothing van zijn balkon wordt gegooid gaan Jane en Maura op onderzoek uit. Zij ontdekken dat het slachtoffer al dood was voordat hij van het balkon werd gegooid. Verder wordt er ontdekt dat in de woning van het slachtoffer ook is ingebroken, er ontbreekt alleen wat dossiers, dit zorgt ervoor dat zij vermoeden dat dit te maken heeft met bedrijfsspionage. Maar de vrouw van het slachtoffer wordt ook vermist, en nu moet het team samenwerken met een privédetective die een verdachte relatie had met het slachtoffer voor zijn dood. Ondertussen vraagt Jane aan Maura of zij Angela kan helpen met het beheren van haar financiën. Frankie vraagt Jane voor hulp met zijn schiettest. |            |                             |                  |                                | |                  |  |
| 72 | 16         | In Plain View               | Mark Haber       | Russell J. Grant               | Niall Matter - rechercheur Mike Guthrie Eden Riegel - Florence Reynolds Tim Bader - Todd Reynolds Raymond Ochoa - Logan Reynolds Robert Blanche - Dana Slowey John Littlefield - Chris Alexander | 10 maart 2015    |  |
| Nadat de vrouw van Todd Reynolds hem als vermist opgeeft, wordt zijn lichaam gevonden. Todd wordt vlakbij zijn voertuig doodgeslagen gevonden. Als het team Jason, de zoon van Todd, ondervraagt horen zij van hem dat zijn vader twee dagen geleden ruzie had met een onbekende man. Dan krijgt het team bezoek van rechercheur Mike Guthrie die hen vertelt dat zij waarschijnlijk achter dezelfde man aanzitten. Mike zoekt de man voor de moord op een zestigjarige oude vrouw. Jane neemt de stem op van Mike en laat dit aan Jason horen, hij beweert dat dit de man is met wie zijn vader de ruzie had. Vincent vindt dan een connectie tussen Mike en Todd, zij kennen elkaar van vroeger toen zij samen op zomerkamp zaten. Mike werd toen geplaagd omdat hij toen in zijn bed plaste. Ondertussen wordt Maura slachtoffer van identiteitsdiefstal, en vraagt Angela voor hulp om de dader te vinden. |            |                             |                  |                                | |                  |  |
| 73 | 17         | Bite Out Of Crime           | Steve Robin      | Alicia Kirk Katie Wech         | Cameron Deane Stewart - McGruff / Michael Lyons Aly Mawji - Ned Drake John Gloria - Jay Clark | 17 maart 2015    |  |
| Het team moet alle zeilen bijzetten in hun jacht op een seriemoordenaar die zijn slachtoffers maakt in het park. Maura probeert een verklaring los zien te krijgen van een getuige die gewond is geraakt, en een psychose heeft. Door de psychose denkt de getuige dat hij een weerwolf is. Ondertussen heeft Maura het moeilijk met het verbreken van haar relatie met Jack. |            |                             |                  |                                | |                  |  |
| 74 | 18         | Family Matters              | Michael Katleman | Jan Nash                       | Danielle Bisutti - Linda Wallace Steven Eckholdt - Ronald Wallace Anne Dudek - Cynthia Wallace Lidia Porto - Judith Rick Kelly - sheriff                                                         | 17 maart 2015    |  |
| Wanneer een man sterft tijdens een rollenspel met zijn vrouw in hun hotelkamer, gaan Jane en Maura op onderzoek uit. Op het eerste gezicht lijkt het dat de man gestorven is door een ongelukkige val, Maura ontdekt echter dat hij met een hard voorwerp is neergeslagen en dat hij hierdoor is overleden. Tevens wordt er ontdekt dat het slachtoffer een dubbelleven leidde. Ondertussen probeert Tasha zich in te schrijven bij verschillende colleges en wil dit op eigen kracht doen, en weigert de hulp van Maura. Dan wordt zij geaccepteerd op de universiteit van Boston, maar de aangeboden beurs is veel te laag voor haar levensonderhoud. Als Maura dit hoort wil zij samen met het team Tasha helpen door een fonds op te richten, in de naam van hun overleden collega Barry. |            |                             |                  |                                | |                  |  |